# Kiriamma
Kiriamma és un cràter sobre la superfície del planeta nan Ceres, situat amb el sistema de coordenades planetocèntriques a 51.42 ° de latitud nord i 128.09 ° de longitud est. Fa un diàmetre de 18.7 km. El nom va ser fet oficial per la UAI el 16 de setembre del 2016 i fa referència a Kiriamma, deessa mare dispensadora d'aliments de la cultura veddan.